# Derrick Walton
Derrick Walton Jr. (ur. 3 kwietnia 1995 w Detroit) – amerykański koszykarz, występujący na pozycjach rozgrywającego lub rzucającego obrońcy, obecnie zawodnik Motor City Cruise.

## Kariera sportowa
W 2012 wziął udział w turniejach Alberta Schweitzera (7. miejsce) i Adidas Nations (5. miejsce). Rok później został wybrany najlepszym zawodnikiem szkół średnich stanu Michigan (Michigan Gatorade Player of the Year), zaliczono go także do I składu Parade All-American.
14 sierpnia 2018 został zawodnikiem Chicago Bulls. 12 października został zwolniony. 6 dni później dołączył do litewskiego Žalgirisu Kowno.
13 lutego 2019 został zawodnikiem niemieckiej Alby Berlin. 21 października zawarł umowę z Los Angeles Clippers. 6 lutego 2020 został wytransferowany do Atlanty Hawks, po czym został zwolniony. 21 lutego podpisał 10-dniowy kontrakt z Detroit Pistons. 4 marca jego kontrakt nie został odnowiony. 3 grudnia dołączył do Philadelphia 76ers. 14 grudnia opuścił klub.
25 grudnia 2021 zawarł 10-dniową umowę z Detroit Pistons. 4 stycznia 2022 został przypisany ponownie do Motor City Cruise.

## Osiągnięcia
Stan na 9 stycznia 2022, na podstawie, o ile nie zaznaczono inaczej.
NCAA
- Uczestnik rozgrywek:
  - Elite 8 turnieju NCAA (2014)
  - Sweet 16 turnieju NCAA (2014, 2017)
  - turnieju NCAA (2014, 2016, 2017)
- Mistrz:
  - turnieju konferencji Big 10 (2017)
  - sezonu regularnego Big 10 (2014)
- Most Outstanding Player (MOP=MVP) turnieju Big Ten (2017)[15]
- Zaliczony do:
  - I składu:
    - pierwszoroczniaków Big Ten (2014)
    - turnieju:
      - Big 10 (2017)
      - 2K Sports Classic (2017)

  - II składu Big Ten (2017)
  - III składu Big Ten (2016)
- Lider Big 10 w liczbie asyst (189 – 2017)[16]

Drużynowe
- Wicemistrz:
  - Eurocup (2019)
  - Niemiec (2019)
- Finalista pucharu Niemiec (2019)